# Chuyến bay 2069 của British Airways
Chuyến bay 2069 của British Airways là chuyến bay chở khách theo lịch trình do British Airways khai thác, bay từ Gatwick, Anh đến Sân bay quốc tế Jomo Kenyatta, Nairobi, Kenya. Vào lúc 05:00 ngày 29 tháng 12 năm 2000, một hành khách bị bệnh tâm thần đã xông vào buồng lái và định cướp máy bay. Máy bay bị thất tốc trong khi đang bị không tặc. Cơ trưởng William Hagan và phi hành đoàn của anh ta đã bắt giữ kẻ tấn công trong khi cơ phó Phil Watson giành lại quyền kiểm soát máy bay, đưa tình hình vào tầm kiểm soát.